# Die Weissenhofer

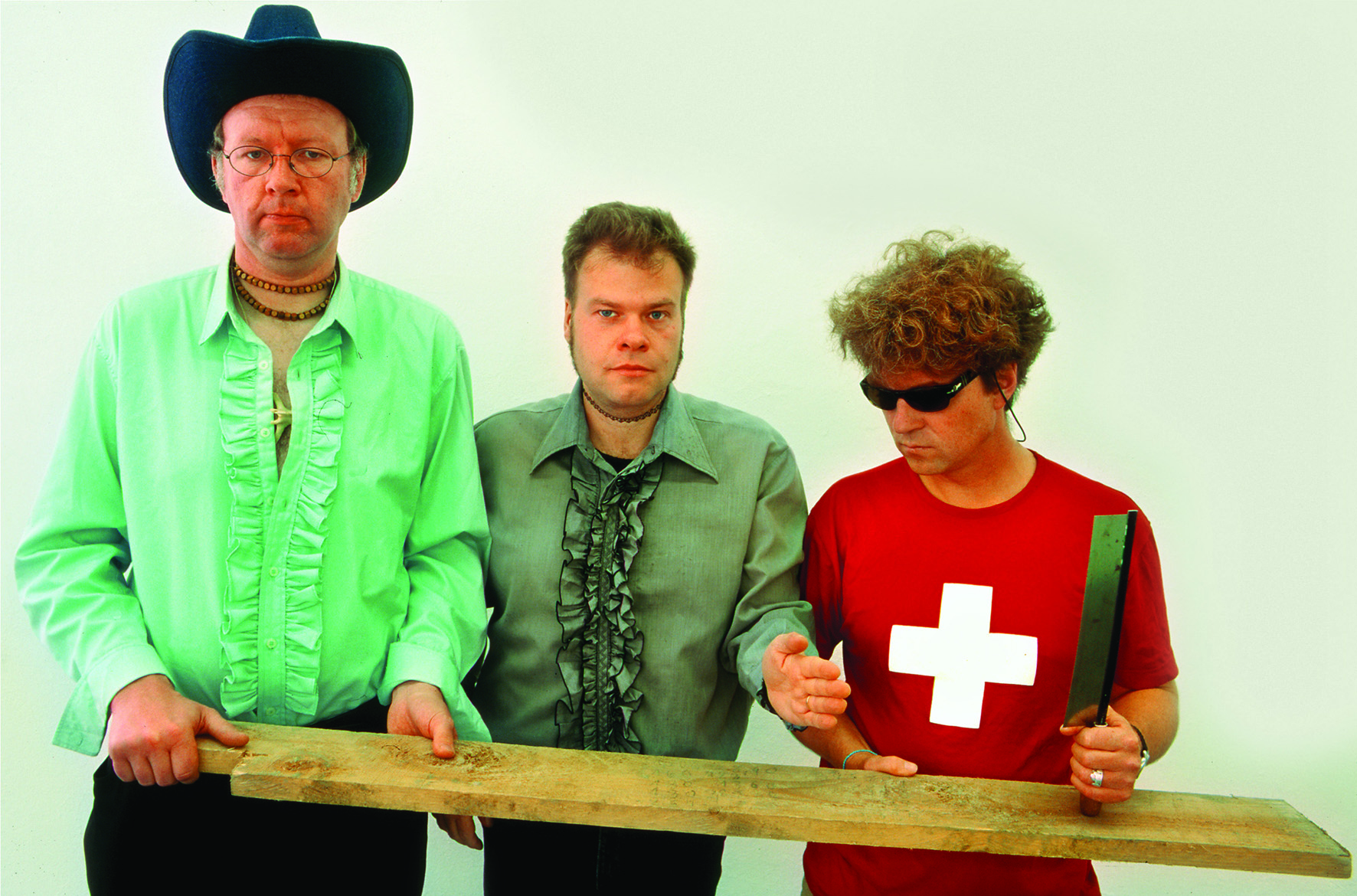
Die Weissenhofer: Carl, Keith & Bob

Die Weissenhofer sind eine deutsche Künstlergruppe, die aus den Künstlern Matthias Beckmann (alias Carl Weissenhofer), Jörg Mandernach (alias Keith Weissenhofer) und Uwe Schäfer (alias Bob Weissenhofer) besteht.
Die Künstlergruppe wurde 1995 in Stuttgart gegründet. Zu den Gründungsmitgliedern gehörten auch Thomas Raschke und Sebastian Rogler. Seit ihrer Gründung erarbeiten die Weissenhofer gemeinsame Ausstellungen, Performances, Installationen, Kataloge und moderierte Musikauftritte.

## Die Künstlerlegende
Bei den Weissenhofern tritt an die Stelle des bei Künstlergruppen der Avantgarde üblichen Manifestes die Legende. Die Weissenhoferlegende, die auch die Grundlage eines eigenen Songs bildet, hinterfragt humorvoll Künstlerklischees, die schon in den Künstlerviten des Giorgio Vasari (Le vite dei più eccellenti architetti, pittori et scultori italiani, Florenz 1550) eine Rolle spielen. Danach sind die Weissenhofer in ärmlichen Verhältnissen auf dem Weissenhof im Wallistal aufgewachsen. Vorgeblich sind Bob und Keith Weissenhofer leibliche Brüder, während Carl als Findelkind aufgenommen wurde. Durch Löffelschnitzen und das Bemalen kleiner Holzscheiben mit alpinen Motiven trugen sie schon früh zum Unterhalt der Familie bei. Weil die wirtschaftliche Lage immer schwieriger wurde und zudem eines Nachts der Weissenhof abbrannte, suchten die Weissenhofer ihr Glück in der Neuen Welt. Dort bauten sie die Weissenhofer-Ranch auf, entwickelten ihre Hausmusik weiter und errangen erste Erfolge als Künstler und Musiker. Als sie ihre Eltern gut versorgt wussten, so berichtet die Legende, kehrten sie in die Alte Welt zurück, wo sie seitdem als Künstlergruppe „Die Weissenhofer“ auftreten.

## Werk
Die Weissenhofer präsentieren in ihren Ausstellungen, die jeweils von einem eigens für den Ausstellungsort erarbeiteten Gesamtkonzept und Thema ausgehen, neben individuellen künstlerischen Arbeiten aus den Bereichen  Malerei, Zeichnung und Druckgrafik vornehmlich kollektive Installationen, Videos, Fotografien und Objekte. Wichtige Bestandteile ihrer Veranstaltungen, Vernissagen und Aktionsabende sind Performances, Lichtbildvorträge und Liverock-Musikauftritte. Die kontinuierliche Weiterentwicklung der Künstlerlegende in unterschiedlichsten Medien ist ein zentrales Thema der Künstlergruppe.
2002 setzten die Weissenhofer schwimmende Kleinplastiken in einen Pool, den sie für ihre Ausstellung „looppool“ in der Galerie Albstadt und der Kunsthalle Erfurt zu einem Pool der Ideen erklärten. 2003 baten sie die Besucher der Ausstellung „Bretter im Goldenen Schnitt“ im Brühler Kunstverein, Bretter mitzubringen, die von den Weissenhofern im Goldenen Schnitt zersägt wurden. 2005 statteten sie für die Ausstellung „mobile immobile“ im Mannheimer Kunstverein ein raumfüllendes Mobile mit Erinnerungsstücken an die ländliche Herkunft der Weissenhofer aus: Heuballen, Traktorreifen, Plastikgans, Modellflugzeug. Bei der Festveranstaltung „10 Jahre Die Weissenhofer“ 2005 im Künstlerhaus Stuttgart führten die Weissenhofer unter anderem die Performance „Computer Hacker Club“ auf, in der sie – den Begriff „Hacker“ wörtlich nehmend – mehrere Rechner zerstörten. Zur Ausstellung „Der Weissenhof liegt im Wallistal“ in der Städtischen Galerie Reutlingen zeigten die Weissenhofer 2007 drei Architekturmodelle zum Wiederaufbau des abgebrannten Weissenhofs und publizierten ein Bilderbuch, das den Liedzeilen des Weissenhoferliedes jeweils eine farbige Illustration gegenüberstellte. Als der SWR sie im gleichen Jahr zu einer Ausstellung einlud, nutzten sie die Gelegenheit, um ihrerseits einen Sendeplatz an den Stuttgarter Künstler Andreas Bär zu vergeben, der im Freien Radio für Stuttgart die Sendung „Bär on Air“ moderiert. Sie stellten einen eigenen Sendewagen vor das SWR-Funkhaus und nannten ihre Ausstellung „Die Weissenhof vergeben einen Sendplatz“.

## Ausstellungen und Aktionen
- 1996: Die Weissenhofer, peripherie,  Sudhaus Tübingen
- 1997: Nichts geht mehr, Gesellschaft der Freunde junger Kunst e.V., Baden-Baden
- 1997: Die Weissenhofer live, Musikperformance, Staatstheater Stuttgart
- 1997: Die Weissenhofer kündigen sich an, Galerie im Heppächer, Esslingen
- 1998: Die Weissenhofer, Kunsthaus Richterswil, Richterswil (CH)
- 2000: stimulate me simultaneously, Simultanhalle, Köln
- 2001: Kaum da, schon ‘ne super Idee, Galerie Beck + Priess, Berlin
- 2002: quattro stazioni, Hospitalhof Stuttgart
- 2002: looppool, Galerie Albstadt
- 2003: looppool, Kunsthalle Erfurt
- 2003: Bretter im Goldenen Schnitt, Brühler Kunstverein
- 2005: mobile immobile, Mannheimer Kunstverein
- 2005: 10 Jahre Die Weissenhofer, Festveranstaltung, Künstlerhaus Stuttgart
- 2007: Der Weissenhof liegt im Wallistal, Städtische Galerie Reutlingen
- 2007: Ein Abend mit den Weissenhofern, WestGermany, Büro für postpostmoderne Kommunikation, Berlin
- 2007: Die Weissenhofer vergeben einen Sendeplatz, mit Andreas Bär, SWR-Galerie, Stuttgart
- 2008: Die Weissenhofer – Satelliten, Künstlerhaus Dortmund, Museum am Ostwall, Dortmunder Kunstverein, Ev. Stadtkirche St. Petri
- 2009: Die Weissenhofer – Die Ägyptenreise, Flottmann-Hallen Herne, E-Werk Freiburg
- 2010: Die Weissenhofer – Wechselstube, ein Mitmachprojekt für die Mitglieder des Deutschen Künstlerbundes, Projektraum Deutscher Künstlerbund, Berlin
- 2010: Die Weissenhofer – Pantheon, Neues Problem, Berlin
- 2011: Die Weissenhofer – Radical Research – Die Wurzeln der Wissenschaft, Ulmer Museum, Ulm